# ایدلوروگو
ایدلوروگو (سومری: i7-lú-ru-gú، همچنین ایلوروگو) یا Id (dÍD) خدای بین‌النهرینی بود که هم به عنوان خدایی رودخانه و هم قاضی الهی در نظر گرفته می‌شد. او مظهر نوعی از محاکمه با مصیبت بود که نام خود را با او به اشتراک داشت.
ایدلوروگو عمدتا در Id ( هیت مدرن) پرستش می‌شد. با این حال، او بیشتر با هیچ مکانی مرتبط نبود، بلکه با آزمایش آب به تنهایی ارتباط داشت، و به این ترتیب در منابع بسیاری از مناطق خاور نزدیک باستان ظاهر می‌شود.

## نام
اصطلاح i7-lú-ru-gú، «رودی که انسان را می‌پذیرد» یا «رودی که با انسان روبرو می‌شود»، می‌تواند هم به خدا اشاره کند (که در این صورت قبل از آن علامت دینگیر می‌آید که واژه را به‌عنوان نام یک خدایی نشان می‌دهد) و هم به این روند دادرسی اشاره دارد. او همچنین می‌تواند با Id نشان داده شود. لوگوگرام ÍD، چه همراه با دینگیر یا بدون آن، به طور مشابه خودِ رویه را نیز مشخص می‌کند. در حالی که آن را معمولاً به صورت id  می‌خواندند، موارد شناخته شده‌ای نیز وجود دارد که در آن به جایش nārum، کلمه اکدی به معنای رودخانه به کار رفته است. در حالی که nārum از نظر دستوری مؤنث بود، این خدایی همیشه مذکر در نظر گرفته می‌شد. نام‌ها به جای هم استفاده می‌شدند. شکل‌های مختلفی در نام‌های تئوفوری گواهی شده است، برای مثال Nārum-ilu، Idlurugu-naid یا Id-abi.
دو نام دیگر از ایدلوروگو در لیست خدای آن = آنوم  ذکر شده است، Idgal و Idsilim. علاوه بر این، خدایی با نام مشابه، Lugalidda («پادشاه رودخانه»)، همراه با Lugala'abba، خدای دریا ظاهر می‌شود، و به گفته ویلفرد جی. لامبرت ممکن است نشان دهنده یک رودخانه کیهانی باشد.

## ارتباط با سایر خداییان
همسر ایدلوروگو، کیشا بود.